# ایالات متحده آمریکا در المپیک تابستانی ۱۹۹۶
ایالات متحده آمریکا در بازی‌های المپیک تابستانی ۱۹۹۶ که در آتلانتا ایالات متحده آمریکا برگزار شد، با ۶۴۷ ورزشکار (۳۷۵ مرد، ۲۷۲ زن) در ۳۱ رشته ورزشی شرکت نمود و موفق به کسب ۱۰۱ مدال (۴۴ طلا، ۳۲ نقره، ۲۵ برنز) شد که در رتبه ۱ مسابقات قرار گرفت.